# Guadiaro (Fluss)

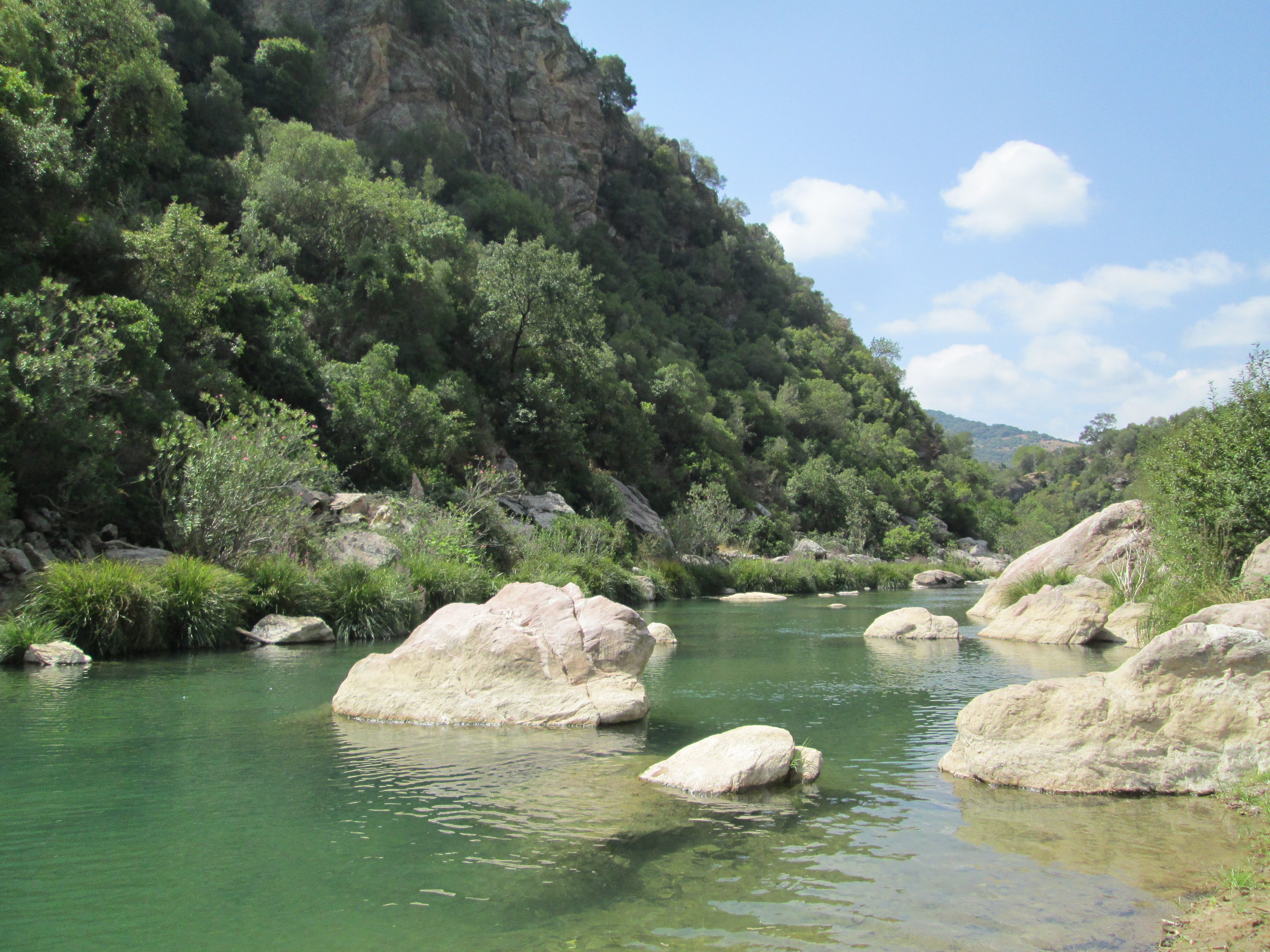
Oberlauf des Río Guadiaro

Der Río Guadiaro ist ein ca. 80 km langer Küstenfluss  im Süden Spaniens (Andalusien). Er entsteht in  der  bergigen Serranía de Ronda durch den Zusammenfluss von Río Guadalevín und Río Guadalcobacín und mündet im Südosten der Provinz Cádiz ins Mittelmeer.

## Verlauf
Der Río Guadiaro beginnt etwa 10 km westlich der Stadt Ronda. Er fließt konstant in südliche Richtungen und mündet schließlich im Süden der Costa del Sol bei Guadiaro, einem Ortsteil der Gemeinde San Roque, ins Mittelmeer.

## Nebenflüsse
- Río Genal
- Río Hozgarganta

## Nutzung
In den oft schluchtartigen Uferzonen am Oberlauf des Flusses gibt es Felshöhlen mit steinzeitlichen Malereien (Cueva del Gato, Cueva de la Pileta). Die flachen Uferabschnitte des Unterlaufs werden bewässert und landwirtschaftlich genutzt (Orangen, Jujuben, Guaven etc.). Sein nur etwa 27 ha großes Mündungsgebiet (Ästuar) steht als Feuchtgebiet unter Naturschutz.

## Naturpark
Der Oberlauf des Río Guadiaro streift beim Weiler El Colmenar den im Jahr 1989 eingerichteten Naturpark Los Alcornocales mit seinen ausgedehnten Korkeichenwäldern.

## Geschichte
Das westliche Ufer des Flusses wurde in den 1430er Jahren von den Christen zurückerobert (reconquista). Es war danach einige Jahrzehnte lang Grenzgebiet zum Nasridenreich von Granada und somit zwischen Christen und Mauren umstritten. Auch heute noch bildet der Fluss streckenweise die Grenze zwischen den andalusischen Provinzen Cádiz und Málaga.